# Паштицада
Паштицада је јело од јунетине кувано у мирисном слатко-киселом сосу и популарна је у Хрватској. Често је називају Далматинском јер је пореклом из Далмације, где се служи на свечаностима и скуповима. Оброк захтева дугу и пажљиву припрему. Месо се пробуши и пуни белим луком, каранфилићем, шаргарепом, целером и сланином и маринира у винском сирћету преко ноћи. Затим се пржи и динста са луком, кореном першуна, сувим шљивама, вином, бујоном или темељцем и слатким вином прошек неколико сати. Месо се исече на дебеле кришке и додатно кува у добијеном сосу.
Паштицада се служи уз њоке или домаћу тестенину.

## Историја
Према једној теорији, њени корени сежу до француске кухиње, уведене током Наполеоновог освајања, током којег је Далмација била под француском влашћу. Варијанта паштицаде под називом 'пастисада' налази се и на острву Крф, које су такође освојили Французи у 19. веку. Занимљиво је да је и Далмацијом и Крфом некада владала Млетачка република, што додаје још један слој кулинарској размени јер алтернативна хипотеза сугерише везе са италијанском кулинарском традицијом, посебно са веронским јелом познатим као 'pastissáda de cavál', чије порекло потиче од мешавине венецијанског, далматинског и античког утицаја. Најстарији познати рецепт за далматинску паштицаду датира из 15. века и документован је у Дубровнику.